# Eophanes formosa
Eophanes formosa is een insect uit de familie van de mierenleeuwen (Myrmeleontidae), die tot de orde netvleugeligen (Neuroptera) behoort. 
Eophanes formosa is voor het eerst wetenschappelijk beschreven door Banks in 1931.